# یواس‌اس انتیتام (سی‌جی-۵۴)
یواس‌اس انتیتام (سی‌جی-۵۴) (به انگلیسی: USS Antietam (CG-54)) یک کشتی است که طول آن 567 feet (173 m) می‌باشد. این کشتی در سال ۱۹۸۶ ساخته شد.